# Слоистые коктейли

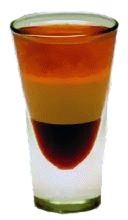
Коктейль B52 из трех слоев.

Слоистые коктейли — алкогольные коктейли, отдельные компоненты которых, обычно подбираемые контрастными по цвету, располагаются слоями и не смешиваются друг с другом. Именно поэтому слоистые коктейли иногда называют коктейлями-парадоксами.
Считается, что современные слоистые коктейли имеют общим предком старинный коктейль XIX века — Pousse Café (от фр. pousse café — дословно, протолкнуть кофе, то есть напиток, употребляющийся для улучшения пищеварения в самом конце трапезы, даже после кофе, дижестив). Этот коктейль представляет собой несколько разноцветных ликеров, налитых слоями друг поверх друга.
В настоящее время большинство слоистых коктейлей являются так называемыми «шотами» (от англ. shot — выстрел), которые выпиваются одним глотком (залпом). Раньше коктейли Pousse Cafe было принято пить через трубочку, обычно серебряную.
Другую категорию слоистых коктейлей составляют аперитивы, например коктейль Princeton.
Соломинку к слоистым коктейлям не подают, за исключением тех коктейлей, в которых верхний слой поджигается.

## Технология приготовления
Эти напитки приготавливают и подают в длинных узких рюмках (т. н. бокал pousse café). Все компоненты коктейлей — различные спиртные напитки, ликеры, а также сливки, желток или белок яйца, различные фруктовые соки, молоко — предварительно охлаждают. Их наливают в рюмку отдельными слоями по барной ложке (или, в случае её отсутствия, по лезвию ножа), которую держат наклонно. Если в рецептуру коктейля входит яичный желток, его осторожно отделяют от белка и опускают в рюмку по стенке.
Другой способ — использование широкого бокала, в который сначала наливают более легкую фракцию коктейля, а затем по стенке бокала более тяжелую и вязкую, которая стекает на дно бокала и занимает место в нижнем слое.
Все компоненты для приготовления этих коктейлей берутся в равных соотношениях.

## Слои и составные части
Нижний слой у этих коктейлей наиболее плотный, затем следуют более лёгкие по удельному весу компоненты. Последний, самый лёгкий слой как правило, состоит из водки, коньяка, бренди, горьких настоек, виски, джина, рома, а также молока, сливок, различных соков. Удельный вес алкогольных напитков определяется, в основном, содержанием в них сахара. Чем больше его, тем плотнее напиток. Если алкогольные напитки расположить в ряд в зависимости от содержания сахара в убывающем порядке, то получится следующая закономерность:
сиропы > кремы > десертные ликёры > крепкие ликёры > пунши > наливки > десертные напитки > сладкие настойки > аперитивы > полусладкие настойки > горькие настойки, водка,
коньяк, джин, виски.

## Таблица плотности напитков
В 1997 году один из активистов Российской ассоциации барменов Иван Тихомиров в своей брошюре «Азбука Бармена» опубликовал информацию о плотности алкогольных и безалкогольных напитков, которой до сих пор пользуются бармены для создания слоистых коктейлей. Напитки расположены в порядке от самых плотных до самых лёгких напитков.
- Безалкогольные фруктовые сиропы Vedrenne (Франция)
- Безалкогольные фруктовые сиропы Монин (Monin)
- Безалкогольные фруктовые сиропы 1883 (1883)
- Гранатовый сироп гренадин (Grenadine)
- Ежевичный ликёр мари бризар (Crème de Mure Marie Brizard)
- Ликёр чёрной смородины мари бризар (Crème de Cassis Marie Brizard)
- Анисовый ликёр анисетте (Anisette)
- Ликёр из косточек персиков и абрикосов крем де ноё (Crème de Noyaux)
- Мари бризар ликёр какао белый (Cacao White Marie Brizard)
- Шоколадный ликёр мари бризар (Chocolat Royal Marie Brizard)
- Кофейный ликёр калуа (Kahlua)
- Клубничный ликёр мари бризар (Crème de Fraise Marie Brizard)
- Банановый ликёр мари бризар (Crème de Banana Marie Brizard)
- Кофейный ликёр мари бризар (Crème de Cafe Marie Brizard)
- Клубничный ликёр (Strawberry liqueur)
- Белый мятный ликёр (White Crème de Menthe)
- Зелёный мятный ликёр (Green Crème de Menthe)
- Вишнёвый ликёр черри хиринг (Cherry Heering)
- Яичный ликёр адвокат или «адвокаат» (Advocaat)
- Ликёр амаретто ди саронно (Amaretto Disaronno)
- Дынный ликёр мидори (Midori)
- Ямайский кофейно-шоколадный ликёр Тиа Мариа (Tia Maria), персиковый ликёр де кайпер (Peach Cream De Kuyper)
- Ликёр голубой кюрасао мари бризар (Blue Curacao Marie Brizard)
- Ликёр голубой кюрасао де кайпер (Blue Curacao De Kuyper)
- Ликёр трипл сек (Triple sec)
- Ликёр галлиано (Galliano)
- Шотландский ликёр на основе виски — ликёр глайва (Glayva), ликёр драмбуи (Drambue) — ликёр на основе виски, биттер кампари (Campari),
- Земляничный ликёр мари бризар (Fraise des Bois Marie Brizard)
- Французский ликёр бенедиктин — ликёр на основе бренди, трав и мёда (Benedictine), ореховый ликёр франжелико (Liqueur Frangelico)
- Фруктовый ликёр мари бризар (Charleston Follies Marie Brizard)
- Французский жёлтый ликёр «Шартрёз» (Yellow Chartreuse)
- Дынный ликёр де кайпер (Melon De Kuyper)
- Итальянский анисовый ликёр самбука молинари экстра (Molinari Sambuca Extra)
- Ирландский сливочный ликёр бейлис — «айриш крим» (Baileys)
- Красный вермут мартини россо (Martini Rosso), ирландский сливочный ликёр кэроланс (Carolan’s)
- Абрикосовый ликёр мари бризар (Apricot Brandy Marie Brizard), кокосовый ликёр малибу (Malibu)
- Сладкий вермут мартини бьянко (Martini Bianco), мандариновый ликёр на основе коньяка (Mandarine Napoleon)
- Апельсиновый сок
- Розовый вермут мартини розе — «розовый мартини» (Martini Rose)
- Датский ликёр кюммель, из тмина и аниса (Kummel)
- Кока-кола (Coca-Cola)
- Ликёр куантро из апельсиновых корок и спирта (Cointreau)
- Медовый ликёр на основе виски айриш мист (Irish Mist)
- Молоко 3,5 % жирности
- Лёгкое пиво (Beer Lager)
- Коричный крепкий ликёр с золотыми хлопьями — ликёр голдшлагер (Goldschlager)
- Венгерский биттер ликёр цвак уникум (Zwack Unicum)
- Французский зелёный ликёр «Шартрёз» (Green Chartreuse)
- Содовая (Soda water)
- Вода
- Итальянский уникальный ликёр туака с ароматами кокоса, ванили и какао (Tuaca)
- Ликёр на основе виски (Southern Comfort)
- Кофе эспрессо (espresso)
- Сухой вермут мартини драй (Martini Extra Dry)
- Уникальный алкогольный напиток на основе джина пимм’з номер один (Pimm’s № 1)
- Золотой ром бакарди оро (Bacardi Oro)
- Коньяк отард (Otard VS), виски бурбон (Bourbon), финская водка «Finlandia»
- Яблочное бренди кальвадос (Calvados)
- Канадский виски (Canadian Whisky), золотистая текила (Tequila Gold)
- Выдержанный ром бакарди карта бланка (Bacardi Carta Blanca)
- Джин крепостью в 40—43 % alc (Gin)
- Шотландский виски двенадцати-летней выдержки (Dewar’s 12), виски джони уокер блэк (Johnnie Walker Black Label)
- Джин бомбей сапфир (Bombay Sapphire), шотландский виски дьюарс (Dewar’s White Label), французская водка супер-премиум — водка грей гус (Grey Goose), виски джони уокер ред (Johnnie Walker Red Label)
- Водка